# Sugih Waras (Ngraho)
Sugih Waras is een bestuurslaag in het regentschap Bojonegoro van de provincie Oost-Java, Indonesië. Sugih Waras telt 2064 inwoners (volkstelling 2010).